# Saint-Broing-les-Moines
Saint-Broing-les-Moines – miejscowość i gmina we Francji, w regionie Burgundia-Franche-Comté, w departamencie Côte-d’Or.
Według danych na rok 1990 gminę zamieszkiwało 205 osób, a gęstość zaludnienia wynosiła 10 osób/km² (wśród 2044 gmin Burgundii Saint-Broing-les-Moines plasuje się na 706. miejscu pod względem liczby ludności, natomiast pod względem powierzchni na miejscu 427.).